# Ophelimus tassoni
Ophelimus tassoni är en stekelart som först beskrevs av Girault 1922.  Ophelimus tassoni ingår i släktet Ophelimus och familjen finglanssteklar. Inga underarter finns listade i Catalogue of Life.